# Kataloniens regionpresident
Kataloniens regionpresident (katalanska: el President de la Generalitat de Catalunya, egentligen presidenten i Kataloniens generalitat men ofta förkortat som Kataloniens president) är den katalanska regeringens ordförande eller regeringschef. Den katalanska regeringen är del av regionstyret, Generalitat de Catalunya.
Presidentfunktionen har under historiens lopp haft andra namn och annan makt, beroende på om Katalonien varit mer eller mindre självstyrande del av Aragonska kronan eller Spanien. Mellan åren 1714 och 1932, då Katalonien var direktstyrt från centralregeringen i Madrid, fanns inte någon motsvarande post. Sedan införandet av 1978 års spanska författning fungerar titeln som regeringschef för den spanska autonoma regionen Katalonien.
I samband med att Spaniens regering den 27 oktober 2017 drog in Kataloniens autonomi (för bakgrund se Spaniens konstitutionella kris 2017–2018), avskedades den dåvarande regionpresidenten Carles Puigdemont från sin post. I hans ställe hanterade biträdande premiärminister Soraya Sáenz de Santamaría regionpresidentens uppgifter, som centralregeringens minister för de lokala administrationerna.
17 maj 2018 tillträdde Quim Torra på posten som regionpresident, efter att han röstats in av parlamentet. Från 30 september 2020 fungerade vice regionpresident Pere Aragonès som interimspresident, sedan Torra (se vidare hans artikel) fråntagits sina presidentbefogenheter. Den 21 maj 2021 valdes Aragonès till ny ordinarie regionpresident. Efter parlamentsvalet i maj 2024 skiftade majoriteten i parlamentet, vilket ledde till att PSC:s Salvador Illa 8 augusti samma år valdes till ny regionpresident.

## Historik

### Förhistoria
Dagens presidentpost i Kataloniens regionstyre har historiska rötter som går tillbaka till 1359. Det året utsågs Berenguer de Cruïlles, biskop i Girona, till den första presidenten i det då nybildade Generalitat de Catalunya ('Kataloniens Regering'). Posten var till att början med främst en fiskal sådan. Generalitatets föregångare Corts Catalanes (Cort General de Catalunya), som sedan 1283 fungerat som ett lokalt parlament, hade inte kopplats till någon motsvarande funktion.
Fram till 1714 följde ytterligare 120 män på posten som president över det katalanska regionstyret, vilket fram till 1479 lydde under Aragoniens kungamakt och därefter under den spanske kungen eller drottningen. 1714 avskaffades både Generalitat de Catalunya och dess presidentpost, i samband med att Kataloniens regionala autonomi avskaffades och ersattes av en direktstyrning från Madrid (se vidare Kataloniens historia).
1931 etablerades den katalanska presidentposten på nytt, i samband med att de katalanska statuterna godkändes och Katalonien återigen erhöll autonomi under den spanska staten. Därefter har posten upprätthållits under en obruten följd av år; åren 1939–1977 verkade dock innehavaren i exil, på grund av Francisco Francos styre. I Spaniens författning finns Generalitat de Catalunya och dess presidentpost reglerad sedan 1978 (se nedan).

### Modern historia
Presidenten i Katalonien(s regionstyre) (katalanska: President de la Generalitat de Catalunya; spanska: Presidente de la Generalidad de Cataluña) är en institution inom Generalitat de Catalunya, reglerad genom statuterna för Kataloniens självstyre. Dagens statuter stadfästes (i Katalonien) 2006, på basis av tidigare statuter från 1979. Presidentens roll är att leda den regionala regeringens arbete, och är även den spanska statens representant i regionen.
I samband med att Spaniens regering den 27 oktober 2017 drog in Kataloniens autonomi (för bakgrund se Spaniens konstitutionella kris 2017–2018), avskedades den dåvarande regionpresidenten Carles Puigdemont från sin post. I hans ställe hanterar Soraya Sáenz de Santamaría regionpresidentens uppgifter, som spansk minister för Territoriet och administrationen av det allmänna. Indragandet av regionens autonomi skedde efter det ensidiga utlysandet av den oavhängiga Republiken Katalonien.
Det katalanska parlament som 21 december 2017 var föremål för nyval. Efter svåra parlamentsförhandlingar, en svag parlamentsmajoritet och ett antal spanska rättsprocesser mot ett stort antal ledande katalanska politiker kunde parlamentet 14 maj 2018 enas om Quim Torra som ny regionpresident. Med ett återbildat regionstyre inleddes avvecklandet av Spaniens direktstyre över regionen, även om Spaniens regering meddelat att man fortsatt tänker ha ett "vakande öga" över regionstyrets aktiviteter.

### 2020-talet
Torras styre var komplicerat, eftersom han inte ville ta avstånd från sina nu till politiska företrädare (fängslade eller i landsflykt). Efter återkommande protester mot rättegången mot Kataloniens självständighetsledare inleddes allmänt åtal mot Torra, vilket hösten 2020 ledde till Torra stängdes av från sitt ämbete.
Vicepresident Pere Aragonés tog därefter över som interimspresident, i väntan på ett kommande val till regionparlamentet. I maj året därpå tillträdde Aragonés officiellt posten som ny regionpresident, med stöd av övriga "självständighetspartier" i parlamentet.
Tvister kring regionbudgeten inför 2023 ledde till att denna inte godkännas av parlamentet. Detta föranledde Aragonés till att utlysa nyval till i maj 2024, val som ledde till att socialistiska PSC tog en stor del av rösterna från ERC. Resultatet blev en ny parlamentarisk majoritet – den första sedan 1980 i ett parlament utan majoritet för självständighetspartier – och att PSC:s ledare Salvador Illa den 8 augusti samma år valdes till ny regionpresident. Tillträdet skedde med stöd från ERC och Comuns – två andra vänsterpartier.

## Reglemente

### Val
Valproceduren regleras i paragraf 152 i 1978 års spanska författning och paragraf 36 i 1979 års katalanska statuter för regional autonomi. Dessutom styrs den av en regional lag från 1982, klubbad i Kataloniens parlament.

Posten som regionpresident utses av Kataloniens parlament, efter förslag från parlamentets ordförande/förste talman.

Efter varje parlamentsval i Katalonien, samråder talmannen i Kataloniens parlament med de olika politiska grupperingarna i parlamentet. Därefter föreslår denna en kandidat till posten som president för Generalitatet, en kandidat som samtidigt måste vara invald på egen post i parlamentet.
Presidentkandidaten lägger därefter fram sitt regeringsprogram, varefter denne ber om parlamentets stöd för kandidaturen under ett särskilt plenarsammanträde. Parlamentets debatt avslutas då med en votering, där kandidaten blir godkänd om den fått stöd av flertalet ledamöter (absolut majoritet); numera motsvarar det minst 68 ledamöter. Om man inte når absolut majoritet anordnas en andra votering, och då räcker det med enkel majoritet (fler röstande för än emot).
Om kandidaten fortfarande inte blivit vald behöver parlamentets talman ta fram en ny kandidat, och enligt samma procedur som ovan. Om ingen kandidat lyckas bli vald inom två månader efter allmänt val, upplöses parlamentet och ett nytt parlamentsval utlyses.
När presidentkandidaten blivit vald, är det parlamentets talmans roll att meddela detta till kungen av Spanien.

### Presidentmaktens upphörande
Makten som regionpresident förloras om något av följande inträffar:
- samma dag som det katalanska parlamentsvalet äger rum.
- efter att ett misstroendevotum i parlamentet lett till en inledd process för att utse en efterträdare.
- att regionpresidenten begär avsked från sin post.
- att parlamentet konstaterat att regionpresidenten uppenbart saknar fysisk eller mental förmåga att fullgöra sitt arbete.
- när regionpresidenten avlider.

I de två sista fallen tar parlamentets talman tillfälligt över makten, som interimspresident. Denne ska då så fort som möjligt se till att en ny president kan utses.
OBS! Autonomistatuterna är tilldelade genom beslut av Spaniens parlament. När regionens autonomi dras in (vilket senast skedde 27 oktober 2017) förlorar också regionpresidenten sin makt.

### Ersättare
Enligt paragraf 69 i statuterna för Kataloniens autonomi kan regionpresidenten välja att utse en "försterådgivare" (Conseller Primer eller Consejero Primero). Denne kan assistera regionpresidenten i dennas arbete och vid behov fungera som ersättare/suppleant. Istället för en försterådgivare kan presidenten utse en vice-president, som samtidigt måste vara minister (det vill säga leda ett departement i den katalanska regeringen).

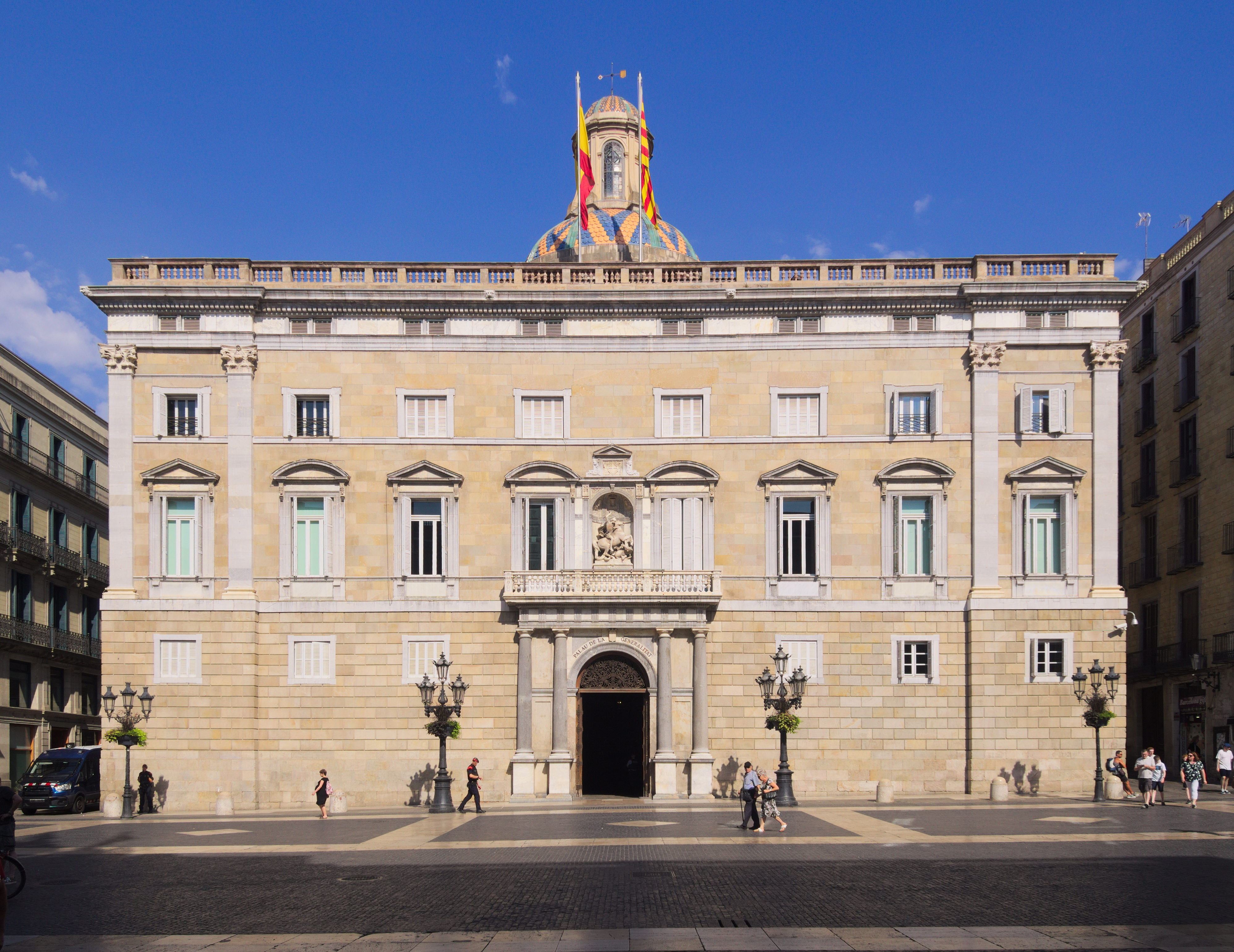
Regionpresidentens residens finns i Casa dels Canonges, som är del av Palau de la Generalitat de Catalunya. Huset har varit presidentresidens sedan år 1400.

## Funktioner

### Representation
Regionpresidenten är den högsta representanten för Generalitat de Catalunya och Spaniens ordinarie representant i Katalonien. Den har därför i uppdrag att upprätthålla relationer med de olika statsinstitutionerna och de olika regionstyrena i Spanien, utlysa val till Kataloniens parlament liksom att utse de höga funktionärerna som lagen föreskriver. Dessutom är det regionpresidentens uppgift, som statsrepresentant, att i Spaniens kungs namn se till att Kataloniens regionala lagstiftning åtföljs.
Regionpresidentens residens finns i Casa dels Canonges, del av Palau de la Generalitat de Catalunya. Detta huset, centralt beläget i Barcelona, har varit presidentresidens sedan år 1400. Det året köptes det in av Diputació del General, det dåvarande katalanska styret.

### Beslutsfunktioner
Regionpresidenten är del av Kataloniens regering (Govern de Catalunya eller Gobierno de Cataluña), som denne både leder och samordnar. Dessutom är det regionpresidentens uppgift att utforma praxis för det praktiska regeringsarbetet. Denne utser och (vid behov) avskedar de olika rådgivarna, sammankallar och leder regeringssammanträdena, samt undertecknar och offentliggör regeringsdekret. Regionpresidenten kan också kalla de regionala parlamentet till extrautlyst session, upplösa det (inför ett extra val) eller be det uttala sig i en viktig fråga.
Utöver detta ska regionpresidenten samordna regeringens lagstiftningsarbete, utformandet av allmänna regler och normer samt underlätta informationsutbytet mellan parlamentsledamöter och regering.

## Lista över presidenter och motsvarande
Från 1359 och fram till 2017 har 130 personer innehaft posten som President de la Generalitat de Catalunya eller motsvarande. De numreras i listningen nedan. Namnen som listas med indrag motsvarar en persons senare återkomst på presidentposten.

### Regionstyret fram till 1716[20]

#### 1300-talet
1. Berenguer de Cruïlles (1359–1362)
2. Romeu Sescomes (1363-136(4))
3. Ramon Gener (136(4)-1365)
4. Bernat Vallès (1365)
4b. Bernat Vallès (1365–1367)[b]
2b. Romeu Sescomes (1375–1376)
5. Joan I d'Empúries (1376)
6. Guillem de Guimerà (1376–1377)
7. Galceran de Besora (1377–1378)
3b. Ramon Gener (1379–1380)
8. Felip d'Anglesola (1380)
9. Pere de Santamans (1381–1383)
10. Arnau Descolomer (1384–1389)
11. Miquel de Santjoan (1389–1396)
12. Alfons de Tous (1396–1413

#### 1400-talet
1. Marc de Vilalba (1413–1416)
2. Andreu Bertran (1416–1419)
3. Joan Desgarrigues (1419–1422)
4. Dalmau de Cartellà (1422–1425)
5. Felip de Malla (1425–1428)
6. Domènec Ram (1428–1431)
13b. Marc de Vilalba (1431–1434)
7. Pere de Palou (1434–1437)
8. Pere de Darnius (1437–1440)
9. Antoni d'Avinyó i de Moles (1440–1443)
10. Jaume de Cardona i de Gandia (1443–1446)
11. Pero Ximénez de Urrea (1446–1449)
12. Bertran Samasó (1449–1452)
13. Bernat Guillem Samasó (1452–1455)
14. Nicolau Pujades (1455–1458)
15. Antoni Pere Ferrer (1458–1461)
16. Manuel de Montsuar (1461–1464)
17. Francesc Colom (1464–1467)
18. Ponç Andreu de Vilar (1467–1470)
19. Miquel Samsó (1470–1473)
20. Joan Maurici de Ribes (1473–1476)
21. Miquel Delgado (1476–1478)
22. Pere Joan Llobera (1478–1479)
23. Berenguer de Sos (1479–1482)
24. Pere de Cardona (1482–1485)
30b. Ponç Andreu de Vilar (1485–1488)
25. Juan Payo Coello (1488–1491)
26. Joan de Peralta (1491–1494)
27. Francí Vicenç (1494–1497)
28. Pedro de Mendoza (1497–1500)

#### 1500-talet
1. Alfons d'Aragó (1500–1503)
2. Ferrer Nicolau de Gualbes i Desvalls (1503–1504)
3. Gonzalo Fernández de Heredia (1504–1506)
4. Lluís Desplà i d'Oms (1506–1509)
5. Jordi Sanç (1509–1512)
6. Joan d'Aragó (1512–1514)
7. Jaume Fiella (1514–1515)
8. Esteve de Garret (1515–1518)
9. Bernat de Corbera (1518–1521)
10. Joan Margarit i de Requesens (1521–1524)
11. Lluís de Cardona i Enríquez (1524–1527)
12. Francesc de Solsona (1527–1530)
13. Francesc Oliver de Boteller (1530–1533)
14. Dionís de Carcassona (1533–1536)
15. Joan Pasqual (1536–1539)
16. Jeroni de Requesens i Roís de Liori (1539–1542)
17. Miquel Puig (1542–1545)
18. Jaume Caçador (1545–1548)
19. Miquel d'Oms i de Sentmenat (1548–1551)
20. Onofre de Copons i de Vilafranca (1551–1552)
21. Miquel de Ferrer i de Marimon (1552)
22. Joan de Tormo (1552–1553)
23. Miquel de Tormo (1553–1554)
24. Francesc Jeroni Benet Franc (1554–1557)
25. Pere Àngel Ferrer i Despuig (1557–1559)
26. Ferran de Lloances i Peres (1559–1560)
59b. Miquel d'Oms i de Sentmenat (1560–1563)
27. Onofre Gomis (1563–1566)
28. Francesc Giginta (1566–1569)
29. Benet de Tocco (1569–1572)
30. Jaume Cerveró (1572–1575)
31. Pere Oliver de Boteller i de Riquer (1575–1578)
69b. Benet de Tocco (1578–1581)
32. Rafael d'Oms (1581–1584)
33. Jaume Beuló (1584)
71b. Pere Oliver de Boteller i de Riquer (1584–1587)
34. Martí Joan de Calders (1587)
35. Francesc Oliver de Boteller (1587–1588)
36. Jaume Caçador i Claret (1590–1593)
37. Miquel d'Agullana (1593–1596)
75b. Francesc Oliver de Boteller (1596–1598)
38. Francesc Oliveres (1598–1599)
39. Jaume Cordelles i Oms (1599–1602)

#### 1600-talet
1. Bernat de Cardona i de Queralt (1602–1605)
2. Pere Pau Caçador i d'Aguilar-Dusai (1605–1608)
3. Onofre d'Alentorn i de Botella (1608–1611)
4. Francesc de Sentjust i de Castre (1611–1614)
5. Ramon d'Olmera i d'Alemany (1614–1616)
6. Miquel d'Aimeric (1616–1617)
7. Lluís de Tena (1617–1620)
8. Benet Fontanella (1620–1623)
9. Pere de Magarola i Fontanet (1623–1626)
10. Francesc Morillo (1626–1629)
11. Pere Antoni Serra (1629–1632)
12. Esteve Salacruz (1632)
13. García Gil de Manrique y Maldonado (1632–1635)
14. Miquel d'Alentorn i de Salbà (1635–1638)
15. Pau Claris i Casademunt (1638–1641)
16. Josep Soler (1641)
17. Bernat de Cardona i de Raset (1641–1644)
18. Gispert d'Amat i Desbosc de Sant Vicenç (1644–1647)
19. Andreu Pont (1647–1650)
20. Pau del Rosso (1650–1654)
21. Francesc Pijoan (1654–1656)
22. Joan Jeroni Besora (1656–1659)
23. Pau d'Àger (1659–1662)
24. Jaume de Copons i de Tamarit (1662–1665)
25. Josep de Magarola i de Grau (1665–1668)
26. Joan Pagès i Vallgornera (1668–1671)
27. Josep de Camporrells i de Sabater (1671–1674)
28. Esteve Mercadal i Dou (1674–1677)
29. Alfonso de Sotomayor (1677–1680)
30. Josep Sastre i Prats (1680–1683)
31. Baltasar de Muntaner i de Sacosta (1683–1686)
32. Antoni de Saiol i de Quarteroni (1686–1689)
33. Benet Ignasi de Salazar (1689–1692)
34. Antoni de Planella i de Cruïlles (1692–1695)
35. Rafael de Pinyana i Galvany (1695–1698)
36. Climent de Solanell i de Foix (1698–1701

#### 1700-talet
1. Josep Antoni Valls i Pandutxo (1701)
113b. Antoni de Planella i de Cruïlles (1701–1704)
2. Francesc de Valls i Freixa (1704–1705)
3. Josep Grau (1706–1707)
4. Manuel de Copons i d'Esquerrer (1707–1710)
5. Francesc Antoni de Solanell i de Montellà (1710–1713)
6. Josep de Vilamala (1713–1714)

### Det moderna regionstyret (från 1932)[20]
| nº                 | från                    | till              | bild                                   | namn              | parti                             | noter |
| ------------------ | ----------------------- | ----------------- | -------------------------------------- | ----------------- | --------------------------------- | --- |
| 122                | 14 december 1932 (1931) | 25 december 1933  |                                        | Francesc Macià    | ERC                               | Avled i tjänsten. |
| 123                | 25 december 1933        | 15 oktober 1940   |                                        | Lluís Companys    | ERC                               | I exil från 1939 på grund av nationalisternas framryckningar under Spanska inbördeskriget och den efterföljande diktaturen under Franco. 1940 arresterad i Frankrike av Gestapo, utlämnad till Spanien och avrättad. |
| 124                | 15 oktober 1940         | 7 augusti 1954    |                                        | Josep Irla        | ERC                               | I exil. |
| 125                | 7 augusti 1954          | 24 april 1980     |                                        | Josep Tarradellas | ERC                               | I exil fram till 1977. Avträdde sin post efter 1980 års regionalval. |
| 126                | 24 april 1980           | 16 december 2003  |                                        | Jordi Pujol       | CiU                               | Medgrundare av sitt parti, det fram till nyligen ledande i Katalonien. Inblandad i korruptionsskandaler 2014. |
| 127                | 16 december 2003        | 28 november 2006  |                                        | Pasqual Maragall  | PSC                               | |
| 128                | 28 november 2006        | 27 december 2010  |                                        | José Montilla     | PSC                               | |
| 129                | 27 december 2010        | 10 januari 2016   |                                        | Artur Mas         | CiU                               | |
| 130                | 10 januari 2016         | 27 oktober 2017   |                                        | Carles Puigdemont | JxS                               | Blev avskedad. |
|                    | 27 oktober 2017         | 17 maj 2018       | Vakant p.g.a. direktstyre från Madrid. |                   |                                   | |
| 131                | 17 maj 2018             | 30 september 2020 |                                        | Quim Torra        | Reagrupament                      | Vald efter ett halvårs direktstyre från Madrid. |
| interims-president | 30 september 2020       | 21 maj 2021       |                                        | Pere Aragonès     | Esquerra Republicana de Catalunya | Utsedd till interimsregionpresident, sedan Torra avstängts från sitt ämbete efter beslut av Spaniens högsta domstol.                                                                                                 |
| 132                | 21 maj 2021             |                   |                                        | Pere Aragonès     | Esquerra Republicana de Catalunya | Vald efter segdragna förhandlingar, efter parlamentsvalet 14 februari 2021. |
| 133                | 8 augusti 2024          |                   |                                        | Salvador Illa     | PSC                               | Utsedd med röstsiffrorna 68–66, efter parlamentsvalet 12 maj 2024. |